# Lguest
Lguestは2007年10月9日にリリースされたLinuxカーネルバージョン2.6.23から利用可能な、x86仮想化によるハイパーバイザーである。これは、完全仮想化ソリューションとは異なり、Lguestサポートを組み込んだLinuxカーネルのみで実行可能な仮想化である(準仮想化)。
セットアップは非常に簡単で、ローダブル・カーネル・モジュールであるlgモジュールをmodprobeコマンドでロードし、カーネルソースツリーに含まれるDocumentation/lguest/lguest.cを利用し、新しいゲスト環境を構築すればよい。Lguestは約5000行のソースで構成されるカーネルモジュールとして開発されており、Linux仮想機械を実装している。
Lguestはラスティ・ラッセルによりメンテナンスされている。